# Lina Licona
Lina Esther Licona Torres (* 1. Oktober 1998 in Boca de La Ceiba) ist eine kolumbianische Leichtathletin, die sich auf den Sprint spezialisiert hat. Sie ist aktuell Inhaberin des Landesrekordes über 200 Meter und wurde 2019, 2023 und 2025 Südamerikameisterin mit der kolumbianischen 4-mal-400-Meter-Staffel. Zudem siegte sie mit der Staffel 2022 bei den Südamerikaspielen in Asunción.

## Sportliche Laufbahn
Erste internationale Erfahrungen sammelte Lina Licona im Jahr 2018, als sie bei den U23-Südamerikameisterschaften in Quenca mit der kolumbianischen 4-mal-400-Meter-Staffel in 3:35,50 min die Goldmedaille gewann. Im Jahr darauf gewann sie bei den Südamerikameisterschaften in Lima in 53,18 s die Silbermedaille über 400 Meter hinter der Brasilianerin Tiffani Marinho und siegte in 3:32,81 min gemeinsam mit Melissa González, Eliana Chávez und Jennifer Padilla im Staffelbewerb. Anschließend startete sie bei den Panamerikanischen Spielen ebendort und schied dort mit 53,53 s im Vorlauf über 400 Meter aus und belegte mit der Staffel in 3:33,02 min den sechsten Platz. 2022 siegte sie bei den Südamerikaspielen in Asunción in 3:31,30 min gemeinsam mit Rosangélica Escobar, Valeria Cabezas und Evelis Aguilar in der 4-mal-400-Meter-Staffel und sicherte sich in 3:22,87 min gemeinsam mit Nicolás Salinas, Raúl Mena und Rosangélica Escobar in der Mixed-Staffel hinter den Teams aus Brasilien und Ecuador. 2023 belegte sie bei den Zentralamerika- und Karibikspielen in San Salvador in 23,69 s den achten Platz über 200 Meter und wurde mit der 4-mal-100-Meter-Staffel disqualifiziert. Zudem gewann sie mit der 4-mal-400-Meter-Staffel in 3:31,16 min die Bronzemedaille hinter den Teams aus Kuba und der Dominikanischen Republik. Anschließend siegte sie bei den Südamerikameisterschaften in São Paulo in 3:31,39 min gemeinsam mit Valeria Cabezas, Jennifer Padilla und Evelis Aguilar die Goldmedaille mit der Frauenstaffel und siegte in 3:14,79 min auch in der Mixed-Staffel. Ende Oktober gelangte sie bei den Panamerikanischen Spielen in Santiago de Chile mit 3:23,17 min auf den sechsten Platz in der Mixed-Staffel und wurde im Vorlauf über 200 Meter disqualifiziert. Zudem belegte sie in der 4-mal-100-Meter-Staffel in 44,79 s den sechsten Platz. Bei den World Athletics Relays 2024 in Nassau wurde sie in 3:21,29 min Siebte im C-Lauf in der Mixed-Staffel in der 2. Qualifikationsrunde für die Olympischen Spiele. Kurz darauf belegte sie bei den Ibero-Amerikanischen Meisterschaften in Cuiabá in 23,45 s den fünften Platz über 200 Meter und gewann mit der Frauenstaffel in 3:33,20 min die Silbermedaille hinter dem brasilianischen Team. Im August nahm sie über 400 Meter an den Olympischen Sommerspielen in Paris teil und schied dort mit 51,90 s in der Hoffnungsrunde aus. Zuvor stellte sie in Cochabamba mit 22,70 s einen neuen Landesrekord über 200 Meter auf.
2025 belegte sie bei den Südamerikameisterschaften in Mar del Plata in 23,30 s den vierten Platz über 200 Meter und siegte mit der Frauenstaffel in 3:33,29 min gemeinsam mit Nahomy Castro, Paola Loboa und Evelis Aguilar. Zudem gewann sie in der Mixed-Staffel in 3:19,18 min gemeinsam mit Daniel Santiago, Paola Loboa und Luis Arrieta die Silbermedaille hinter dem brasilianischen Team.
2024 wurde Licona kolumbianische Meisterin im 400-Meter-Lauf sowie in der 4-mal-400-Meter-Staffel und 2023 in der Mixed-Staffel.

## Persönliche Bestzeiten
- 200 Meter: 22,70 s (−0,4 m/s), 9. Juni 2024 in Cochabamba (kolumbianischer Rekord)
- 400 Meter: 50,83 s, 20. Juni 2024 in Quito